# 카터 크루즈
카터 크루즈(Carter Cruise, 1991년 4월 24일 ~ )는 미국의 DJ, 프로듀서, 모델, 포르노 배우이다. 2015 AVN상 여우주연상 수상자이다.